# Bassnectar
 (mai 2015).
Si vous disposez d'ouvrages ou d'articles de référence ou si vous connaissez des sites web de qualité traitant du thème abordé ici, merci de compléter l'article en donnant les références utiles à sa vérifiabilité et en les liant à la section « Notes et références ».
Lorin Ashton, mieux connu sous son nom de scène Bassnectar est un DJ, compositeur et producteur américain né le 17 février 1978. Il est surtout connu pour ses performances live, ses spectacles de lumière, et son engagement communautaire.

## Discographie

### Albums
- 2001 - Freakbeats For The Beatfreaks
- 2002 - Beatfreak Bohemia
- 2003 - Motions Of Mutation
- 2004 - Diverse Systems Of Throb
- 2005 - Mesmerizing The Ultra
- 2007 - Underground Communication
- 2009 - Cozza Frenzy
- 2011 - Divergent Spectrum
- 2012 - Vava Voom
- 2014 - Noise Vs Beauty
- 2015 - Into the Sun
- 2016 - Unlimited

### EPs
- 2008 - Heads Up
- 2009 - Arts Of Revolution
- 2010 - Timestrestch
- 2010 - Wildstyle
- 2012 - Freestyle
- 2013 - Take You Down
- 2017 - Reflective Part 1
- 2017 - Reflective Part 2
- 2018 - Reflective Part 3